# Haliclona chalinoides
Haliclona chalinoides är en svampdjursart som först beskrevs av Carter 1875.  Haliclona chalinoides ingår i släktet Haliclona och familjen Chalinidae. Inga underarter finns listade i Catalogue of Life.